# 松江伸二
松江 伸二（まつえ しんじ、1951年または1952年 - ）は、日本の地方公務員。大阪府水道企業管理者、大阪府タウン管理財団理事長を歴任。瑞宝小綬章受章。

## 人物・経歴
大阪府庁に入庁。2007年 裏金問題時には人事室長として対応した。2009年4月 伊藤誠の後任として大阪府水道企業管理者。重点項目の第一として大阪市との水道事業統合、将来的な府域一水道を掲げたが、2010年2月 府市統合は断念し、2011年4月に大阪広域水道企業団を設立する方向に舵をきった。また淀川水質協議会会長を務め有機フッ素化合物対策に取り組んだ。大阪府退職後に財団法人大阪府タウン管理財団理事長に就任。

## 栄典
- 2022年 令和4年春の叙勲で地方自治功労により瑞宝小綬章を受章[1]。